# Condé-lès-Autry
 Condé-lès-Autry  là một xã ở tỉnh Ardennes, thuộc vùng Grand Est ở phía bắc nước Pháp.